# Dominique Rey
Dominique Marie Jean Rey (Saint-Étienne, 21 de setembro de 1952) é um prelado francês da Igreja Católica que foi bispo de Fréjus-Toulon de 2000 a 2025. Ele é membro da Comunidade Emmanuel e é considerado um dos bispos franceses mais conservadores.

## Biografia
Rey nasceu em Saint-Étienne em 21 de setembro de 1952. Ele serviu como cura da igreja Sainte-Trinité em Paris de 1995 a 2000.
Em 16 de maio de 2000, Papa João Paulo II o nomeou bispo de Fréjus-Toulon. Ele recebeu sua consagração episcopal em 17 de setembro de 2000 do Cardeal Jean-Marie Lustiger.
Em 18 de setembro de 2012, o bispo Rey foi nomeado pelo Papa Bento XVI para participar da 13ª Assembleia Geral Ordinária de outubro de 2012 do Sínodo dos Bispos sobre a Nova Evangelização.
Ele é o autor de um livro que argumenta que ser católico e maçomsão incompatíveis.
Em junho de 2013, ele organizou uma conferência de quatro dias sobre liturgia sagrada na Pontifícia Universidade da Santa Cruz em Roma.
Em 6 de fevereiro de 2014, o Papa Francisco o nomeou consultor do Pontifício Conselho para os Leigos.
Em agosto de 2015, rompendo com a política da Conferência dos Bispos Franceses, ele convidou Marion Maréchal-Le Pen um proeminente membro da Frente Nacional do parlamento francês, para participar de um painel de políticos em sua diocese. Rey defendeu o convite: "A FN é um partido como qualquer outro no tabuleiro de xadrez político. É preciso ser realista, não tapar os olhos e os ouvidos!"
Dentro da Conferência Episcopal da França ele é membro da comissão episcopal de finanças.
Uma visita apostólica à diocese, ordenada pelo Dicastério para os Bispos foi anunciada em 7 de fevereiro de 2023, e os investigadores chegaram em 13 de fevereiro: Antoine Henry Pierre Marie Herouard, Arcebispo de Dijon, auxiliado por Joël Mercier, secretário do Dicastério para o Clero, e funcionário da Cúria desde 2002. A visitação foi concluída em 10 de março, após a realização de 110 entrevistas e a análise de 600 submissões escritas. O seu relatório expressava especial preocupação sobre a forma como as comunidades com passados questionáveis eram acolhidas e sobre a condução de missões para converter muçulmanos.
Em 21 de novembro de 2023, o Papa Francisco nomeou o bispo François Touvet para servir como bispo coadjutor de Fréjus-Toulon e atribuiu-lhe grande parte da autoridade que Rey normalmente continuaria a exercer mesmo quando auxiliado por um coadjutor: "os poderes especiais do governo diocesano nas áreas de administração, gestão do clero, formação de seminaristas e padres, apoio a institutos de vida consagrada, sociedades de vida apostólica e associações de fiéis". Rey deu-lhe as boas-vindas e disse estar encantado por o Papa Francisco ter aceitado a sua proposta de nomeação de um coadjutor. Rey teve uma audiência privada com o Papa Francisco em 22 de dezembro.
Dentro da Conferência Episcopal da França Rey foi membro da comissão de finanças episcopal de 2017 a 2023.
O Papa Francisco aceitou sua renúncia em 7 de janeiro de 2025, após pedir a Rey para enviá-la no final de 2024.